# Vrh pri Poljanah
Vrh pri Poljanah este o localitate din comuna Ribnica, Slovenia.